# Arrenoseius gloreus
Arrenoseius gloreus är en spindeldjursart som först beskrevs av E.M. El-Banhawy 1978.  Arrenoseius gloreus ingår i släktet Arrenoseius och familjen Phytoseiidae. Inga underarter finns listade i Catalogue of Life.